# Mittlere Kammratte
Die Mittlere Kammratte oder San-Luis-Kammratte (Ctenomys pontifex) ist eine Art der Kammratten. Die Art kommt im westlich zentralen Argentinien vor, wo sie nur in der Provinz Mendoza im Osten der Anden nachgewiesen ist.

## Merkmale
Die Mittlere Kammratte erreicht eine Kopf-Rumpf-Länge von 18,3 Zentimetern bei einer Schwanzlänge von 7,7 Zentimetern, die Hinterfußlänge beträgt 34 Millimeter. Dabei stammen alle Angaben vom Typusexemplar, Angaben für das Gewicht liegen nicht vor. Es handelt sich damit um eine mittelgroße Art der Gattung. Die Rückenfärbung ist eintönig braun ohne dunklere Flecken, die Bauchfärbung ist blasser und sandbraun. Der Schwanz ist zweifarbig mit einer braunen Oberseite und einer helleren, weißlichen Unterseite.
Der Schädel ist vergleichsweise schmal und der Hirnschädel besitzt keine ausgeprägten Schädelkämme. Die Jochbögen sind nicht stark ausgeweitet und besitzen etwa in der Mitte einen nach vorn weisenden Vorsprung. Die Nasenbeine sind lang und nahezu parallelseitig. Die Paukenblasen sind lang und schmal und unterscheiden sich darin deutlich von denen der Mendoza-Kammratte (Ctenomys mendocinus).
Der Karyotyp besteht aus einem doppelten Chromosomensatz von 2n=50 Chromosomen. Die Form der Spermien ist unbekannt.

## Verbreitung
Das Verbreitungsgebiet der Mittleren Kammratte ist auf das westliche zentrale Argentinien begrenzt, wo sie als Endemit nur in der Provinz Mendoza im Osten der Anden nachgewiesen ist.

## Lebensweise
Über die Lebensweise der Mittleren Kammratte liegen wie bei den meisten Arten der Kammratten nur sehr wenige Informationen vor. Sie lebt wie alle Kammratten weitgehend unterirdisch in Gangsystemen, die sie in trocken-sandigen Böden anlegt. Die Tiere ernähren sich vegetarisch von den verfügbaren Pflanzen, vor allem von oberirdischen Teilen von Gräsern und Laub. Sie sind Einzelgänger (solitär).

## Systematik
Die Mittlere Kammratte wird als eigenständige Art innerhalb der Gattung der Kammratten (Ctenomys) eingeordnet, die aus etwa 70 Arten besteht. Die wissenschaftliche Erstbeschreibung der Art stammt von dem britischen Zoologen Oldfield Thomas aus dem Jahr 1918, der sie anhand von Individuen aus der Region nahe von Fort San Rafael in der Provinz Mendoza in den östlichen Anden beschrieb. Teilweise wurde sie der Maule-Kammratte (Ctenomys maulinus) als mögliches Synonym zugeordnet.
Innerhalb der Art werden neben der Nominatform keine Unterarten unterschieden.

## Status, Bedrohung und Schutz
Die Mittlere Kammratte wird aufgrund fehlender Daten von der International Union for Conservation of Nature and Natural Resources (IUCN) nicht in eine Gefährdungskategorie eingeordnet, sondern als „data deficient“ gelistet. Man geht davon aus, dass die Art wahrscheinlich gefährdet ist, die verfügbaren Daten sind jedoch nicht hinreichend für eine entsprechende Einordnung.

## Belege
1. 1 2 3 4 5 6 7 8 9  Brown Tuco-tuco. In: T.R.O. Freitas: Family Ctenomyidae In: Don E. Wilson, T.E. Lacher, Jr., Russell A. Mittermeier (Herausgeber): Handbook of the Mammals of the World: Lagomorphs and Rodents 1. (HMW, Band 6) Lynx Edicions, Barcelona 2016, S. 533. ISBN 978-84-941892-3-4.
2. 1 2 3  Ctenomys pontifex. In: Don E. Wilson, DeeAnn M. Reeder (Hrsg.): Mammal Species of the World. A taxonomic and geographic Reference. 2 Bände. 3. Auflage. Johns Hopkins University Press, Baltimore MD 2005, ISBN 0-8018-8221-4.
3. 1 2  Ctenomys pontifex in der Roten Liste gefährdeter Arten der IUCN 2019. Eingestellt von: R. Ojeda, 2019. Abgerufen am 1. Juni 2020.